# Меч кандидата у шаху, Каспаров - Бељавски, 1983
Четвртфинални меч између Гари Каспарова и Александара Бељавског, је један од мечева кандидата одиграних 1983. год. који је одигран у Москви од 27. фебруара до 19. марта 1983. год у коме је победу однео Гари Каспаров и тиме се пласирао у полуфинале овог такмичења. Меч је трајао девет партија.

## Учесници
- Гари Каспаров
- Александар Бељавски

## Резултат
| Играч               | Рејтинг | 1 | 2 | 3 | 4 | 5 | 6 | 7 | 8 | 9 | 10 | 11 | 12 | 13 | 14 |  | + | − | = | Бодови |
| ------------------- | ------- | - | - | - | - | - | - | - | - | - | -- | -- | -- | -- | -- |  | - | - | - | ------ |
| Гари Каспаров       | 2690    | ½ | 1 | ½ | 0 | 1 | ½ | ½ | 1 | 1 |    |    |    |    |    |  | 4 | 1 | 4 | 6      |
| Александар Бељавски | 2570    | ½ | 0 | ½ | 1 | 0 | ½ | ½ | 0 | 0 |    |    |    |    |    |  | 1 | 4 | 4 | 3      |

## Партије

### Партија 1, Каспаров - Бељавски, ½-½
Одбијен дамин гамбит, D58, 27.02.1983
1.d4 ♘f6 2.c4 e6 3.♘c3 d5 4.cxd5 exd5 5.♗g5 ♗e7 6.e3 h6 7.♗h4 0-0 8.♗d3 b6 9.♘f3 ♗b7 10.0-0 c5 11.♘e5 ♘c6 12.♗a6 ♕c8 13.♗xb7 ♕xb7 14.♗xf6 ♗xf6 15.♘g4 ♗d8 16.♘xd5 ♘xd4 17.♘df6+ ♗xf6 18.♘xf6+ gxf6 19.exd4 cxd4 20.♕xd4 ♔g7 21.♖ac1 ♖ac8 22.♕g4+ ♔h7 23.♕f4 ♖g8 24.♕f5+ ♔g7 25.h4 ♖ge8 26.♕g4+ ♔h7 27.♕f4 ♔g7 28.♖xc8 ♕xc8 29.♖d1 ♕e6 30.♖d3 ♕e1+ 31.♔h2 ♕e5 32.♖g3+ ♔h7 33.♕c4 ♕e6 34.♕d4 ♕f5 35.♕c4 ♕e6 36.♕c7 ♕e7 37.♕c6 ♕e6 38.♕b7 ♕e7 39.♕d5 ♕e6 40.♕h5 ♖d8 41.♖e3 ♖d5 42.♕f3 ♕f5 43.♕xf5+ ♖xf5 44.♔g3 ♔g6 45.♖e7 ♖a5 46.a3 ♖b5 47.b4 a5 48.♖e4 ♖d5 49.f3 h5 50.♔f4 ♖d3 51.a4 f5 52.♖c4 axb4 53.♖xb4 f6 54.♔g3 ♖d6 55.♔f2 ♖e6 56.g3 ♔g7 57.♖c4 ♔g6 58.♖c8 ♖e5 59.♖a8 ♔g7 60.♖a6 b5 61.f4 ♖c5 62.♖a7+ ♔g6 63.a5 b4 64.a6 b3 ½-½

### Партија 2, Бељавски – Каспаров, 0-1
Одбијен дамин гамбит, D34, 01.03.1983
1.d4 d5 2.c4 e6 3.♘c3 c5 4.cxd5 exd5 5.♘f3 ♘c6 6.g3 ♘f6 7.♗g2 ♗e7 8.0-0 0-0 9.♗g5 cxd4 10.♘xd4 h6 11.♗e3 ♖e8 12.♕a4 ♗d7 13.♖ad1 ♘b4 14.♕b3 a5 15.♖d2 a4 16.♕d1 a3 17.♕b1 ♗f8 18.bxa3 ♖xa3 19.♕b2 ♕a8 20.♘b3 ♗c6 21.♗d4 ♘e4 22.♘xe4 dxe4 23.♖a1 ♗d5 24.♕b1 b6 25.e3 ♘d3 26.♖d1 b5 27.♗f1 b4 28.♗xd3 exd3 29.♕xd3 ♖xa2 30.♖xa2 ♕xa2 31.♘c5 ♗f3 32.♖a1 ♕d5 33.♕b3 ♕h5 34.♘d3 ♗d6 35.♘e1 ♗b7 36.♖c1 ♕f5 37.♖d1 ♗f8 38.♕b1 0-1

### Партија 3, Каспаров - Бељавски, ½-½
Одбијен дамин гамбит, D58, 03.03.1983
1.d4 d5 2.c4 e6 3.♘c3 ♘f6 4.cxd5 exd5 5.♗g5 ♗e7 6.e3 h6 7.♗h4 0-0 8.♗d3 b6 9.♘f3 ♗b7 10.0-0 c5 11.♘e5 ♘bd7 12.♕f3 cxd4 13.exd4 ♘xe5 14.dxe5 ♘d7 15.♗xe7 ♕xe7 16.♘xd5 ♕xe5 17.♘e7+ ♔h8 18.♕xb7 ♘c5 19.♕f3 ♘xd3 20.♘c6 ♕e6 21.b3 ♘e5 22.♘xe5 ♕xe5 23.♖ae1 ♕c7 24.♖c1 ♕e7 ½-½

### Партија 4, Бељавски – Каспаров, 1-0
Нимцо-Индијска одбрана, E54, 05.03.1983
1.d4 ♘f6 2.c4 e6 3.♘c3 ♗b4 4.e3 0-0 5.♗d3 c5 6.♘f3 d5 7.0-0 dxc4 8.♗xc4 cxd4 9.exd4 b6 10.♕e2 ♗b7 11.♖d1 ♗xc3 12.bxc3 ♕c7 13.♗d3 ♕xc3 14.♗b2 ♕c7 15.d5 ♗xd5 16.♗xf6 gxf6 17.♕e3 ♔g7 18.♖ac1 ♘c6 19.♗e4 ♕d6 20.♗xd5 exd5 21.♖c4 ♕d7 22.♖h4 ♕f5 23.♖xd5 ♘e5 24.h3 ♖fe8 25.♘d4 ♕g6 26.♕f4 ♖ad8 27.♘f5+ ♔h8 28.♖xd8 ♖xd8 29.♕e4 ♖c8 30.♔h2 ♖c4 31.♕a8+ ♕g8 32.♕xa7 ♖xh4 33.♘xh4 ♕g5 34.♕a8+ ♔g7 35.♕e4 h5 36.♘f5+ ♔g6 37.♘e7+ ♔h6 38.f4 1-0

### Партија 5, Каспаров - Бељавски, 1-0
Одбијен дамин гамбит, D58, 09.03.1983
1.d4 d5 2.c4 e6 3.♘c3 ♘f6 4.cxd5 exd5 5.♗g5 ♗e7 6.e3 h6 7.♗h4 0-0 8.♗d3 b6 9.♘f3 ♗b7 10.0-0 c5 11.♘e5 ♘bd7 12.♗f5 ♘xe5 13.dxe5 ♘e8 14.♗g3 ♘c7 15.♕g4 ♕e8 16.♗d7 ♕d8 17.♖ad1 h5 18.♕h3 h4 19.♗f4 ♗g5 20.♗f5 g6 21.♘e4 ♗xf4 22.exf4 gxf5 23.♕xf5 dxe4 24.♕g4+ ♔h7 25.♖xd8 ♖fxd8 26.♕xh4+ ♔g8 27.♕e7 e3 28.♖e1 exf2+ 29.♔xf2 ♖d2+ 30.♖e2 ♖xe2+ 31.♔xe2 ♗a6+ 32.♔f2 ♘e6 33.f5 ♘d4 34.e6 ♖f8 35.♕g5+ ♔h7 36.e7 ♖e8 37.f6 ♘e6 38.♕h5+ ♔g8 1-0

### Партија 6, Бељавски – Каспаров, ½-½
Одбијен дамин гамбит, D34, 11.03.1983
1.d4 d5 2.c4 e6 3.♘c3 c5 4.cxd5 exd5 5.♘f3 ♘c6 6.g3 ♘f6 7.♗g2 ♗e7 8.0-0 0-0 9.♗g5 cxd4 10.♘xd4 h6 11.♗e3 ♖e8 12.♕c2 ♗g4 13.♖fd1♗f8 14.♖ac1 ♖c8 15.♘xc6 bxc6 16.♗d4 ♗b4 17.♖d2 ♕e7 18.a3 ♗a5 19.b4 ♗b6 20.e3 ♕e6 21.♕b2 ♗xd4 22.♖xd4 c5 23.bxc5 ♖xc5 24.♘e2 ♖ec8 25.♖xc5 ♖xc5 26.♘f4 ♕c8 27.h3 ♖c1+ 28.♔h2 ♖c2 29.♕b3 ♗f5 30.♔g1 ♖c1+ 31.♖d1 ♗e4 ½-½

### Партија 7, Каспаров - Бељавски, ½-½
Одбијен дамин гамбит, D58, 13.03.1983
1.d4 d5 2.c4 e6 3.♘c3 ♘f6 4.cxd5 exd5 5.♗g5 ♗e7 6.e3 h6 7.♗h4 0-0 8.♗d3 b6 9.♘f3 ♗b7 10.0-0 ♘e4 11.♗xe7 ♕xe7 12.♘e5 ♘d7 13.f4 ♘xe5 14.fxe5 c5 15.♕e1 ♖ad8 16.♖d1 ♕g5 17.♖f3 f6 18.exf6 cxd4 19.exd4 ♖de8 20.♗b5 ♖d8 21.♗d3 ♖de8 ½-½

### Партија 8, Бељавски – Каспаров, 0-1
Краљева индијска одбрана, E81, 15.03.1983
1.d4 ♘f6 2.c4 g6 3.♘c3 ♗g7 4.e4 d6 5.f3 0-0 6.♗e3 a6 7.♗d3 c5 8.dxc5 dxc5 9.♗xc5 ♘c6 10.♘ge2 ♘d7 11.♗f2 ♘de5 12.♘c1 ♗h6 13.♘d5 e6 14.♗b6 ♕g5 15.0-0 exd5 16.f4 ♕h4 17.fxe5 d4 18.♘e2 ♗e3+ 19.♔h1 ♘xe5 20.♗c7 ♕e7 21.♗xe5 ♕xe5 22.♕e1 ♗d7 23.♕g3 ♖ae8 24.♘f4 ♗c6 25.♘d5 ♕xg3 26.hxg3 ♖e5 27.g4 h5 28.♘f6+ ♔g7 29.gxh5 ♖h8 30.g3 ♖exh5+ 31.♘xh5+ ♖xh5+ 32.♔g2 f5 33.♖ae1 fxe4 34.♗b1 ♖c5 35.b3 b5 36.♖xe3 dxe3 37.♖e1 bxc4 38.bxc4 ♖xc4 39.♖xe3 ♖b4 40.♖b3 e3+ 41.♔f1 ♗b5+ 42.♔e1 a5 43.♗e4 ♖xb3 44.axb3 ♔f6 45.♔d1 g5 46.♔c2 ♔e5 47.♗g6 0-1

### Партија 9, Каспаров - Бељавски, 1-0
Стара Бенони одбрана, A43, 19.03.1983
1.d4 ♘f6 2.♘f3 c5 3.d5 d6 4.♘c3 g6 5.e4 ♗g7 6.♗b5+ ♗d7 7.a4 0-0 8.0-0 ♘a6 9.♖e1 ♘b4 10.h3 e6 11.♗f4 e5 12.♗g5 ♗c8 13.♘d2 h6 14.♗h4 g5 15.♗g3 g4 16.hxg4 ♘xg4 17.f3 ♘f6 18.♗h4 ♔h8 19.♘e2 ♖g8 20.c3 ♘a6 21.♘g3 ♕f8 22.♘df1 ♘h7 23.♘e3 ♗f6 24.♗xf6+ ♘xf6 25.♘gf5 ♘h5 26.♔f2 ♗xf5 27.♘xf5 ♘f4 28.g3 ♘h3+ 29.♔e2 ♖xg3 30.♘xg3 ♕g7 31.♖g1 ♖g8 32.♕d2 1-0